# Weinroter Schuppen-Röhrling
Der Weinrote Schuppen-Röhrling (Suillus spraguei, Syn.: Suillus pictus, Boletinus pictus) ist eine Pilzart aus der Familie der Schmierröhrlingsverwandten (Suillaceae). Weitere Trivialnamen sind Bunter Stroben-Röhrling oder Geschmückter Röhrling. Suillus spraguei hat eine komplexe taxonomische Geschichte hinter sich und wird in der Literatur auch häufig als Suillus pictus bezeichnet.
Die leicht bestimmbaren Fruchtkörper haben einen Hut, der frisch dunkelrot gefärbt ist, sich trocken anfühlt und mit Haar- und Schuppenmatten bedeckt ist, die durch gelbe Risse voneinander getrennt sind. Auf der Hutunterseite befinden sich kleine, eckige und gelbe Röhren, die sich im Alter bräunlich verfärben. Der Stiel trägt einen gräulichen, flauschigen Ring und ist gewöhnlich mit weichen Haaren oder Schuppen bedeckt.
Suillus spraguei bildet Mykorrhiza mit verschiedenen Kiefernarten, insbesondere der Weymouth-Kiefer. Die Fruchtkörper wachsen auf dem Boden und erscheinen vom Frühsommer bis zum Herbst. Die Art verfügt über eine disjunkte Verbreitung und kommt in Ostasien, im Nordosten Nordamerikas und in Mexiko im gesamten Areal des Wirtsbaums vor.
Der Weinrote Schuppen-Röhrling ist ein Speisepilz, wenngleich die Meinungen über den Speisewert variieren. Der Pilz hat Ähnlichkeit mit einigen anderen Schmierröhrlingen, darunter der eng verwandte und im Südosten Nordamerikas verbreitete Suillus decipiens, obwohl die Arten durch abweichende Farben und Größen unterschieden werden können.

## Merkmale

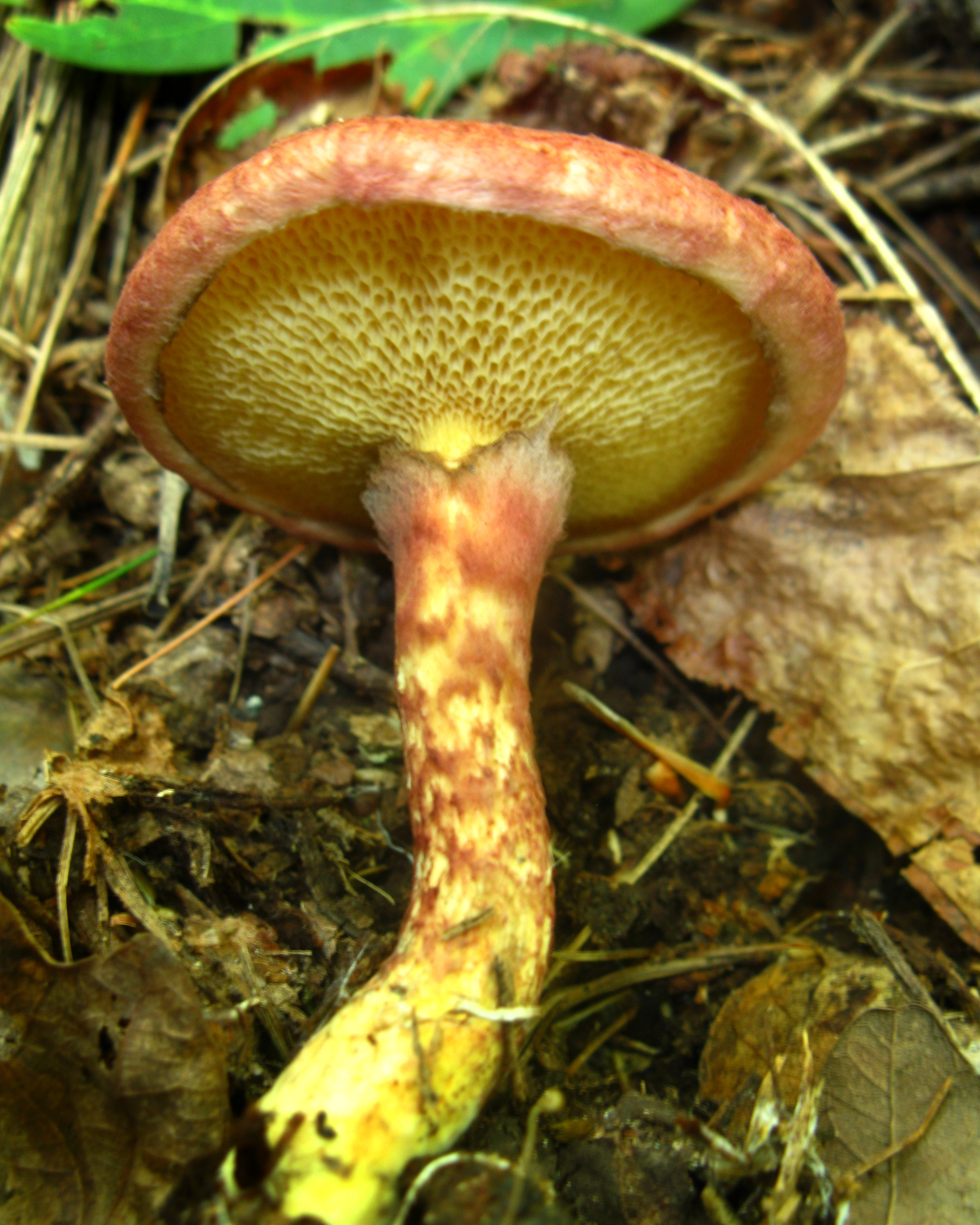
Die Poren sind groß, eckig und radial angeordnet.

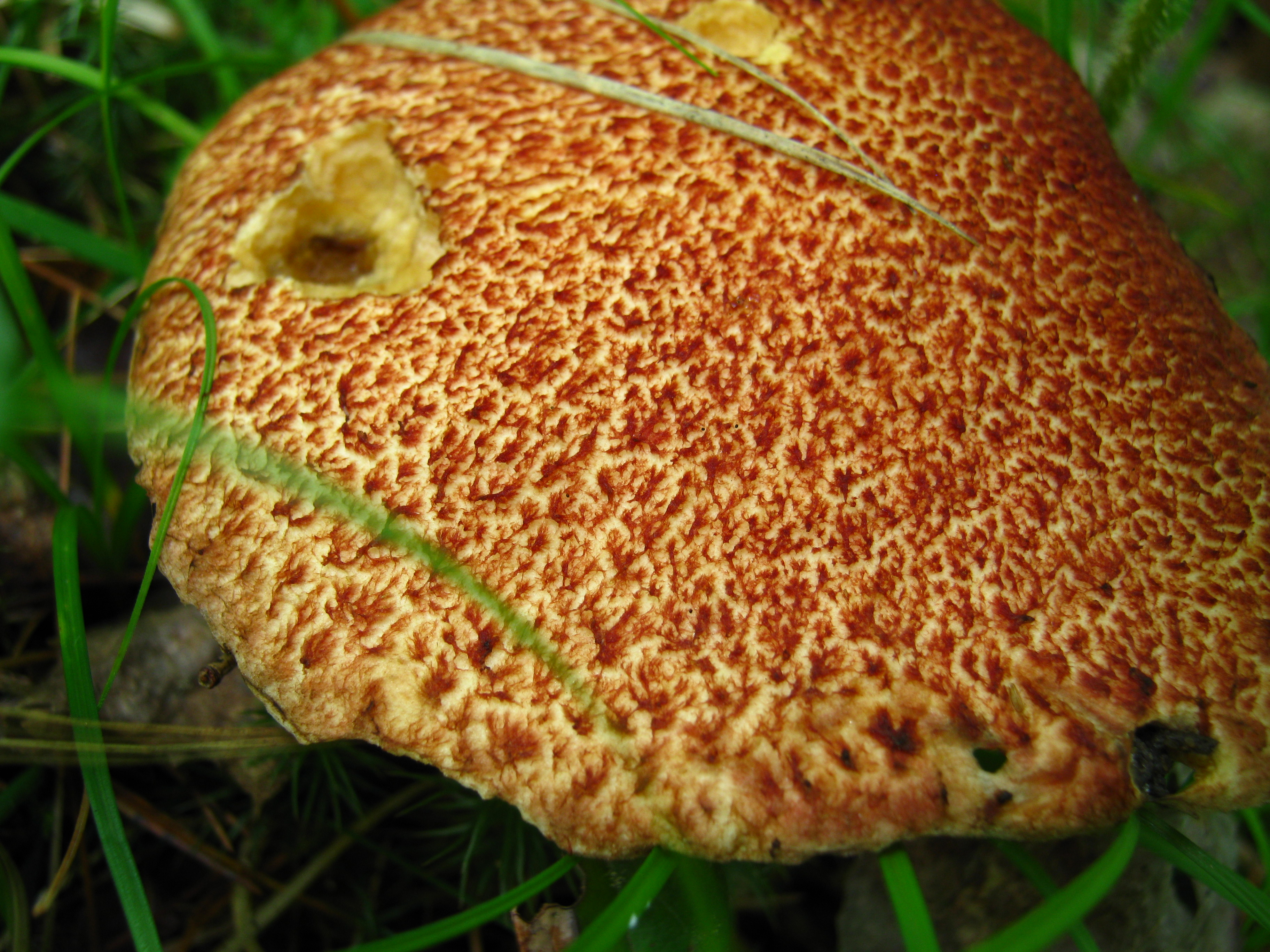
Die Hutoberfläche ist mit Schuppen oder Matten aus rötlichen Haaren bedeckt; bei diesem älteren Exemplar stehen die Schuppen etwas weiter auseinander, sodass von dem gelben Fleisch darunter mehr zu sehen ist.

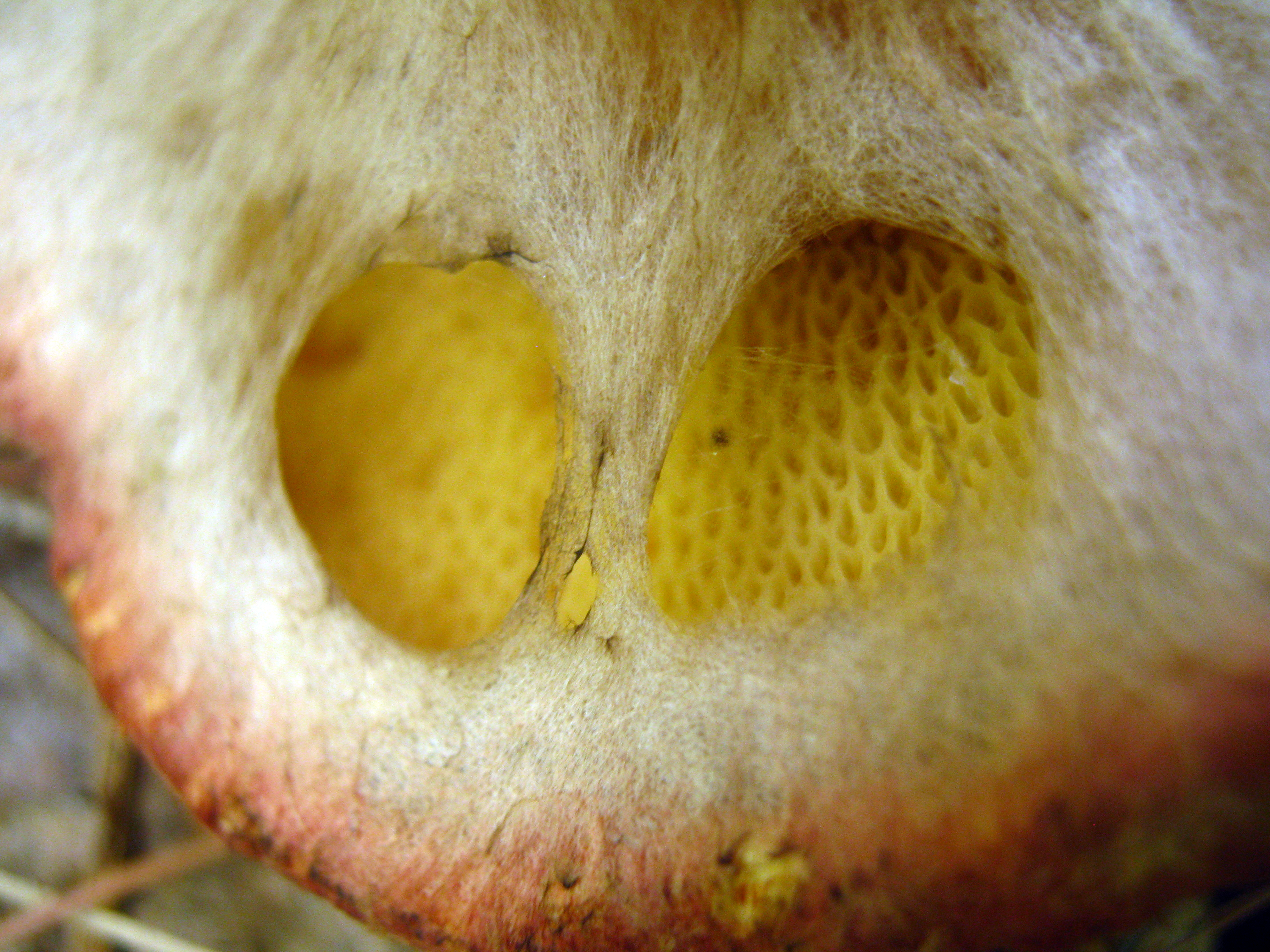
Die Teilhülle beginnt einzureißen und gibt die Röhrenmündungen frei.

### Makroskopische Merkmale
Der konisch bis konvex geformte, im Alter etwas abgeflachte Hut misst 3–12 cm im Durchmesser. Der Hutrand ist zunächst nach unten eingerollt, bevor er sich begradigt, und oft mit Resten der Teilhülle (Velum partiale) behangen.:246 Die raue und schuppenartige Hutoberfläche ist mit dicht verfilzten Fäden bedeckt. Die Schuppen sind rosa bis braun-rot gefärbt und blassen im Alter blass braun-grau oder mattgelb aus. Die Hutoberfläche unter den Schuppen hat eine gelbe bis blass gelb-orange Farbe. Während viele andere Schmierröhrlinge eine klebrige oder schleimige Huthaut besitzen, ist die von Suillus spraguei trocken. Das Fleisch (Trama) ist gelb.
Die Poren/Röhrenmündungen auf der Hutunterseite sind gelblich, eckig und 0,5–5 mm breit. Die Röhren sind 4–8 mm lang.:246 Sie laufen in verlängerter Form etwas am Stiel herab. Das Sporenpulver hat eine oliv-braune Farbe, die sich nach dem Trocknen in grau bis gelbbraun-oliv ändert. Junge Exemplare haben eine weißliche, faserige Teilhülle, die die Entwicklung der Röhren schützt; beim Aufschirmen des Huts streckt sich der Schleier, bis er reißt und als grauer Ring (Annulus) am Stiel verbleibt.
Der 4–12 cm lange und 1–2,5 cm breite Stiel hat eine annähernd zylindrische Form und erscheint manchmal durch ein bauchiges unteres Stielende etwas keulenförmig.:246 Die Stieloberfläche ist filzig mit Schuppen an der Spitze und einem Ring in der oberen Stielhälfte. Unterhalb des Rings ist der Stiel faserig, mit einer Matte aus weichen Haaren bedeckt. Der Stiel ist an der Spitze gelb gefärbt, aber darunter mit weinroten bis rot-braunen Schuppen bedeckt, die mit einer hellgelben bis gräulichen Farbe unterlegt sind. Der Stiel ist in der Regel voll, selten hohl. Alle Teile des Fruchtkörpers – Hut, Röhren und Stiel – verfärben sich kurz nach Druck oder bei Verletzung bräunlich.

#### Makrochemische Farbreaktionen
Verschiedene Teile des Pilzes zeigen bei chemischen Tests, die gewöhnlich zur Pilzbestimmung verwendet werden, charakteristische Farbreaktionen. Die Huthaut verfärbt sich schwärzlich bei Kontakt mit einem Tropfen Kalilauge (KOH), Eisen(II)-sulfat (FeSO4)-Lösung oder Ammoniak-Lösung. Das Fleisch verfärbt sich gräulich-grün bis grünlich-schwarz mit einem Tropfen FeSO4 und oliv bis grünlich-schwarz mit KOH oder Ammoniumhydroxid (NH4OH).:246

### Mikroskopische Merkmale
Die Sporen messen 9–11 × 3–4,5 µm und haben eine glatte Oberfläche; im Seitenprofil haben sie asymmetrische Seiten und eine Oberflächenvertiefung, wo die Sporen an den Basidien befestigt waren, während sie in der Draufsicht länglich erscheinen. Die Sporen sind nicht amyloid, zeigen also keine Iodfarbreaktion bei der Zugabe von Melzers Reagenz. Die 17–19 × 5–7,8 µm großen Sporenständer (Basidien) sind dünnwandig und 4-sporig. Bei Kontakt mit Kalilauge erscheinen sie hyalin (durchsichtig), in Melzers Reagenz werden sie hellgelb bis fast hyalin.

## Artabgrenzung

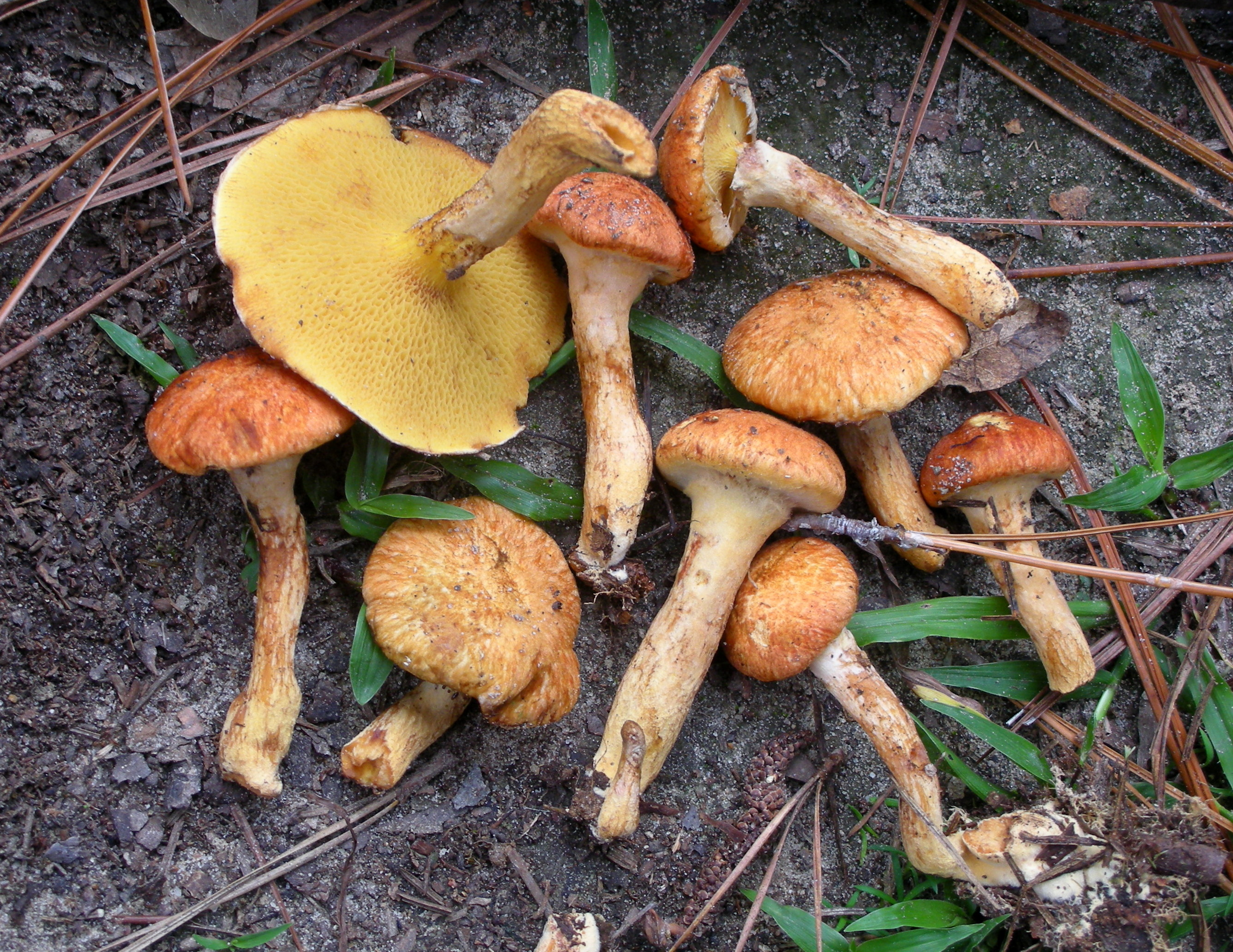
Suillus decipiens ist ein Doppelgänger des Weinroten Schuppen-Röhrlings.

Der Weinrote Schuppen-Röhrling ist in Nordamerika ein beliebter Speisepilz unter Pilzsammelanfängern, da er aufgrund des Aussehens der Fruchtkörper und der Verbindung mit Kiefern aus der Untergattung Strobus leicht erkennbar ist. Durch diese Besonderheit ist es unwahrscheinlich, dass der Pilz mit anderen Arten verwechselt wird, obwohl er einige Merkmale mit anderen Schmierröhrlingen teilt. Suillus spraguei hat eine gewisse Ähnlichkeit mit Suillus ochraceoroseus, dem „Rosy Larch Bolete“ (= „Rosa Lärchen-Röhrling“), aber die letztgenannte Spezies hat einen dunkleren Sporenpulverabdruck, einen dickeren Stiel und wächst zusammen mit Lärchen. Der Hohlfuß-Röhrling (Suillus cavipes), ein weiterer Lärchensymbiont, ist mehr bräunlich gefärbt und hat einen hohlen Stiel.:233 Der Douglasien-Röhrling (Suillus lakei) ist weniger farbenfroh als der Weinrote Schuppen-Röhrling, hat einen kürzeren Stiel und wächst gewöhnlich bei Douglasien.:242–243 Suillus decipiens hat jung eine weniger intensiv rote Kappe, aber die Farbe älterer Exemplare kann verblassen und dann S. spraguei ähneln. Der Doppelgänger hat jedoch in der Regel einen kleineren Habitus, mit einem Hut von 4–7 cm im Durchmesser und einem Stiel, der in der Regel 4–7 cm lang und 7–16 mm dick ist. Außerdem sind seine Poren unregelmäßig geformt, messen im Alter 0,5–1 mm im Durchmesser und flecken haselnussbraun statt rötlich bis bräunlich. Die Art kommt im Südosten der USA vor, von New Jersey südlich bis Florida und westlich bis Texas.:234

## Ökologie und Phänologie

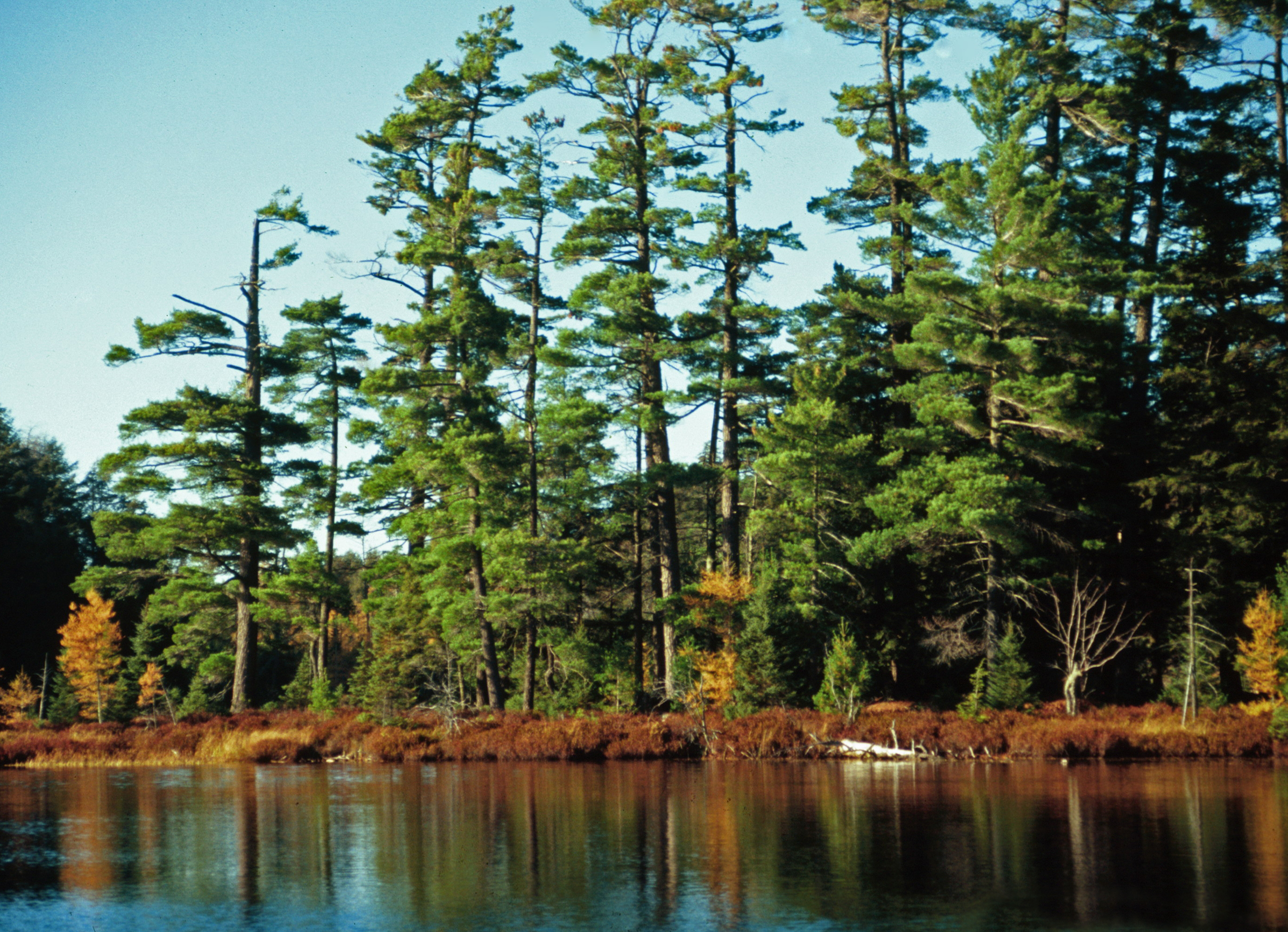
Die Weymouth-Kiefer (Pinus strobus) ist der überwiegende Mykorrhiza-Partner des Weinroten Schuppen-Röhrlings in Nordamerika.

In der Natur geht der Weinrote Schuppen-Röhrling Ektomykorrhiza-Verbindungen mit 5-nadeligen Kiefernarten ein. Dies ist eine für beide Seiten vorteilhafte Beziehung, bei der die Pilzfäden die Wurzeln der Bäume ummanteln, so dass der Pilz vom Baum Feuchtigkeit, Schutz und nahrhafte Nebenprodukte beziehen kann und der Baum einen besseren Zugang zu Bodennährstoffen erhält. Suillus spraguei bildet eine knotige Ektomykorrhiza, bei der die Pilzwurzeln mit warzenartigen Ausbuchtungen bedeckt sind. Sie wurde als Aggregate von Ektomykorrhiza-Wurzeln, die von einer Pilzrinde umschlossen sind, und Rhizomorphen aus röhrenförmigen Pilzschnüren mit einer harten Außenmantel beschrieben. Der Pilz hat eine ökologische Wirtsspezifität und assoziiert in natürlichen Böden nur mit einer Gruppe von Kiefernarten aus der Untergattung Strobus. Allerdings geht Suillus spraguei unter kontrollierten Reinkulturbedingungen im Labor auch Verbindungen mit Amerikanischer Rot-Kiefer (Pinus resinosa), Pech-Kiefer (Pinus rigida) und Weihrauch-Kiefer (Pinus taeda) ein. Asiatische Bestände sind mit Korea-Kiefer (Pinus koraiensis), Armands Kiefer (Pinus armandii), Zwerg-Kiefer (Pinus pumila) und Mädchen-Kiefer (Pinus parviflora) vergesellschaftet.
In Nordamerika erscheinen die Fruchtkörper bereits im Juni und damit früher als bei den meisten anderen Röhrlingen, die dort in der Regel von Juli bis September fruktifizieren, obwohl sie auch noch im Oktober gefunden werden können.
Eine japanische Feldstudie ergab, dass der Weinrote Schuppen-Röhrling die dominierende Pilzart in einem 21 Jahre alten Bestand der Koreanischen Kiefer ist, sowohl in Bezug auf die Ektomykorrhizen (gemessen als Prozentsatz der vorhandenen Biomasse in Bodenproben) und die Fruchtkörperproduktion (mit mehr als 90 % Trockenmasse der gesamten Fruchtkörper aller gesammelten Arten). S. spraguei produzierte im Durchschnitt etwa einen Fruchtkörper pro Quadratmeter, ohne große Abweichung während des vierjährigen Untersuchungszeitraums. Die Pilze erschienen meist von August bis November und neigten dazu, in Büscheln zu wachsen, deren räumliche Verteilung zufällig war. Die Position der Büschel stimmte nicht mit den Vorkommen in den Vorjahren überein. Die Dichte der Fruchtkörper entlang einer Forststraße war höher als im Durchschnitt, was eine Präferenz für einen gestörten Lebensraum suggeriert. Die Ergebnisse legen zudem nahe, dass S. spraguei bevorzugt Fruchtkörper in Gebieten mit niedriger Bodenakkumulation bildet – ein Befund, der in einer späteren Veröffentlichung bestätigt wird. Diese Studie kam außerdem zu dem Ergebnis, dass sich der Pilz vor allem durch vegetatives Wachstum (Ausdehnung der unterirdischen Myzelien) ausbreitet und nicht durch die Besiedlung mittels Sporen.

## Verbreitung
Suillus spraguei hat eine disjunkte Verbreitung und ist aus mehreren Regionen Asiens bekannt, darunter China, Japan, Korea und Taiwan. In Nordamerika erstreckt sich sein Vorkommen von Ost-Kanada (Nova Scotia) bis zu den Carolina-Staaten im Süden und bis Minnesota im Westen:246. Die Art wurde auch in Mexiko (Coahuila und Durango) nachgewiesen.
Der erste europäische Nachweis des Weinroten-Schuppen-Röhrlings gelang in 1966 in Ostfriesland und wurde im Folgejahr durch weitere Kollektionen bestätigt. Mitte Oktober 2011 konnte die Art in diesem Waldgebiet wiedergefunden werden. In Niedersachsen wurde Suillus spraguei bis zum April 2012 in 8 bzw. 9 Messtischblatt-Quadranten beobachtet. Jürgen Schreiner attestiert der Spezies einen deutlichen Arealgewinn im nordwestdeutschen Tiefland. Das Verbreitungsgebiet reicht von der Nordseeküste südwärts in die Geestlandschaften zwischen Ems und Weser bis nach Osten über die Stader Geest bis zur Lüneburger Heide.

## Taxonomie, Phylogenie und Nomenklatur
Der Weinrote Schuppen-Röhrling hat eine komplexe taxonomische Geschichte hinter sich. Obwohl Charles James Sprague das erste Exemplar ursprünglich im Jahre 1856 in Neuengland aufsammelte, wurde eine formelle wissenschaftliche Artbeschreibung erst 1872 veröffentlicht. Miles Joseph Berkeley und Moses Ashley Curtis bezeichneten die Art als Boletus spraguei:35. In einer Publikation, die im Folgejahr erschien, nannte der amerikanische Mykologe Charles Horton Peck die Spezies Boletus pictus. Berkeley und Curtis hatten mit Boletus murraii auch eine vermeintliche neue Art beschrieben, die später von Rolf Singer lediglich als eine jüngere Variante ihres Boletus spraguei angesehen wurde. Pecks Beschreibung, die 1873 im Druck erschien, offenbarten durch den Datumsstempel auf der ursprünglichen Veröffentlichung, dass er seine Dokumente 1872 vor dem Erscheinen von Berkeleys und Curtis' Veröffentlichung an den Drucker geschickt hatte, wodurch der Name nach den Regeln des Internationalen Codes der Nomenklatur für Algen, Pilze und Pflanzen Priorität hat. Allerdings berichtet Singer 1945, dass der Name Boletus pictus unzulässig war, weil es sich um ein Homonym handelte, das bereits als Synonym für einen Porling, den Carl Friedrich Schultz 1806 beschrieb, gebraucht wurde A1. Der Name wechselte offiziell zu Suillus spraguei im Jahr 1986 – Carl Ernst Otto Kuntze hatte das Taxon zuvor 1898 zu Suillus umkombiniert A2.
1996 erschien eine molekulare Analyse von 38 Suillus-Arten basierend auf den Sequenzen ihrer Internal Transcribed Spacer, um die phylogenetischen Beziehungen abzuleiten und die Taxonomie der Gattung zu klären. Die Ergebnisse zeigen, dass der Weinrote Schuppen-Röhrling am nächsten mit Suillus decipiens verwandt ist. Der Körnchen-Röhrling und der Elfenbein-Röhrling befinden sich auf einem Schwesternast zu Suillus spraguei. Diese Ergebnisse wurden in späteren Veröffentlichungen, die die Beziehungen zwischen den asiatischen und östlichen nordamerikanischen Isolaten verschiedener Schmierröhrlinge beurteilten, einschließlich Suillus spraguei, bestätigt. Die Untersuchung unterstützt die Hypothese, dass chinesische und US-amerikanische Suillus spraguei und Suillus decipiens die nächsten Verwandten sind, und die Klade, die sie enthält, sich in vier verschiedene Untergruppen gliedert: Suillus decipiens, Suillus spraguei aus den USA, Suillus spraguei aus China (Yunnan) und Suillus spraguei ebenfalls aus China (Jilin).
Das Artepitheton spraguei ist eine Hommage an den Finder Sprague, während das lateinische pictus „bemalt“ oder „bunt“ bedeutet. Im englischen Sprachraum ist der Weinrote Schuppen-Röhrling als „painted slipperycap“ (= bemalte glitschige Kappe), „painted suillus“ (= bemalter Schmierröhrling) oder „red and yellow suillus“ (= roter und gelber Schmierröhrling) bekannt. Er wird auch „eastern painted Suillus“ (= östlicher bemalter Schmierröhrling) genannt, um ihn vom „western painted Suillus“ (= westlicher bemalter Schmierröhrling), den Douglasien-Röhrling (Suillus lakei) abzugrenzen.

## Bedeutung

### Speisewert
Der Weinrote Schuppen-Röhrling ist ein Speisepilz. Er hat keinen charakteristischen Geschmack, auch wenn der Geruch als „leicht fruchtig“ beschrieben wird. Obwohl sich der Pilz beim Garen schwärzlich verfärbt, wird er von einigen zu den besseren Speisepilzen in der Gattung der Schmierröhrlinge gezählt. Dagegen beschreibt eine weitere Quelle über die Pilze von Québec den Pilz als minderwertig essbar („comestible médiocre“) und warnt vor einem leicht sauren sowie unangenehmen Geschmack. Michael Kuo bewertet den Geschmack in seinem Buch „100 Edible Mushrooms“ als mittelmäßig und weist darauf hin, dass der Pilz eine schneckenartige Konsistenz aufweist und wie geschmacklose Gelatine schmeckt. Er empfiehlt, die in dünne Scheiben geschnittenen Fruchtkörper in Butter oder Öl zu braten, bis sie knusprig sind.

### Wirt eines Röhrlingsschimmels

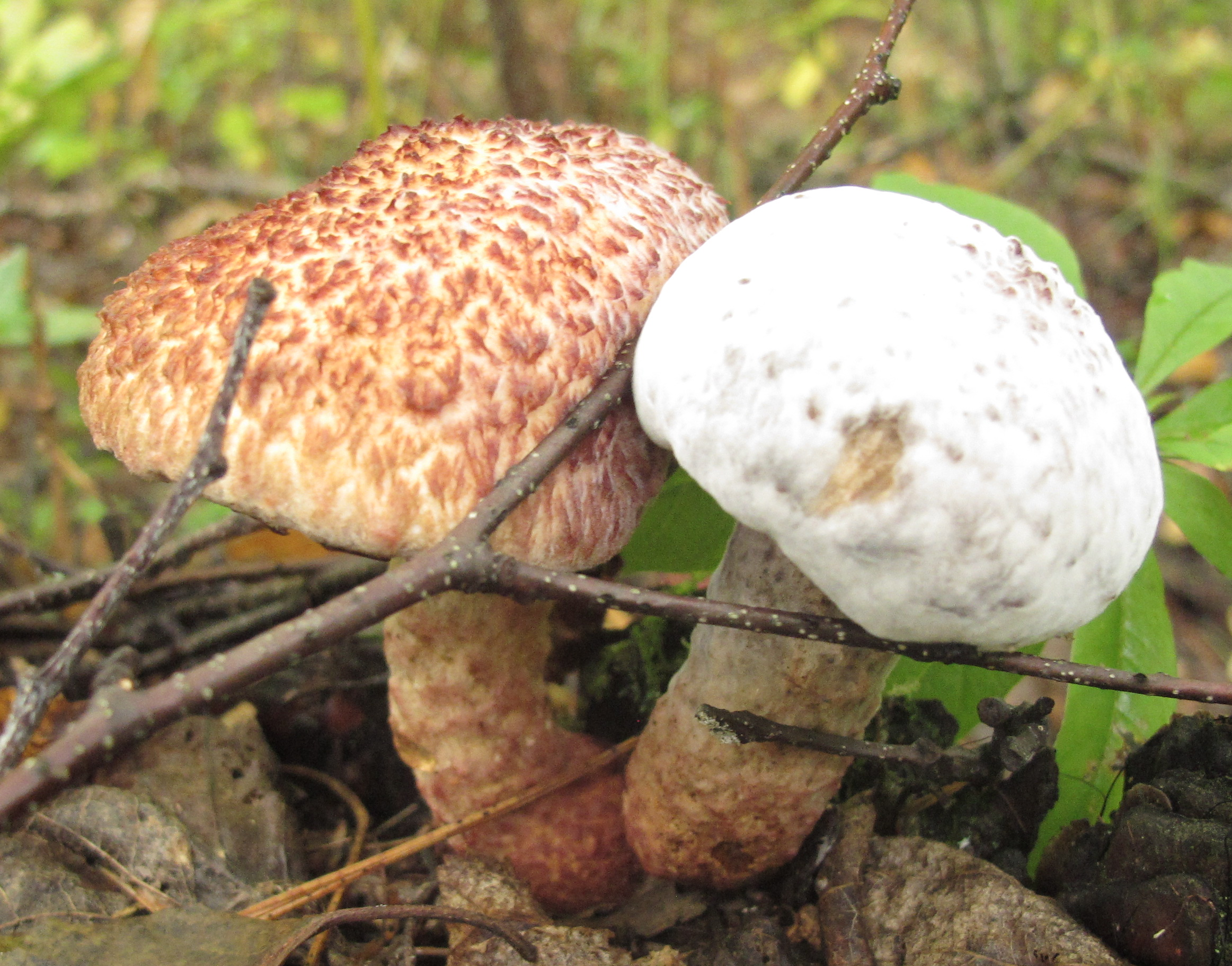
Der rechte Fruchtkörper des Weinroten Schuppen-Röhrlings ist von dem Röhrlingsschimmel Hypomyces completus befallen.

Die Fruchtkörper von Suillus spraguei werden bisweilen durch Hypomyces completus, einen Schlauchpilz aus der Familie der Krustenkugelpilzverwandten (Hypocreaceae), parasitiert. Im Stadium der asexuellen Reproduktion von H. completus erscheinen zunächst weißliche Flecken auf der Oberfläche des Huts oder Stiels, die sich schnell ausbreiten, bis sie die gesamte Oberfläche des Fruchtkörpers bedecken, und Konidien (asexuelle Sporen) produzieren. Im Stadium der sexuellen Fortpflanzung ändert sich die Farbe des Belags fortschreitend von gelb-braun bis braun, grünlich-braun und schließlich durch die Produktion von Perithecien schwarz. Die Perithecien enthalten die Schläuche (Asci) mit den Ascosporen (sexuelle Sporen), erinnern in ihrer Form an kleine Pickel und verleihen der Oberfläche eine aufgeraute Textur.